# ویج وار
ویج وار (انگلیسی: Wage War) یک گروه موسیقی متال‌کور آمریکایی از اوکالا، فلوریدا است که از سال ۲۰۱۰ آغاز به کار کرد.